# Svájci női jégkorong-válogatott
A svájci női jégkorong-válogatott Svájc nemzeti csapata, amelyet a Svájci Jégkorongszövetség irányít. A válogatott a világbajnokságon 2012-ben szerzett bronzérmet. Az olimpián a legnagyobb sikerük a 2014-ben nyert bronzérem.

## Eredmények

### Világbajnokság
- 1990 – 5. hely
- 1992 – 8. hely
- 1994 – 7. hely
- 1997 – 7. hely
- 1999 – 8. hely (kiesett a divízió I-be)
- 2000 – 10. hely
- 2001 – 9. hely (feljutott a főcsoportba)
- 2004 – 8. hely (kiesett a divízió I-be)
- 2005 – 9. hely (feljutott a főcsoportba)
- 2007 – 5. hely
- 2008 – 7. hely
- 2009 – 4. hely
- 2011 – 6. hely
- 2012 –  Bronz
- 2013 – 6. hely
- 2015 – 6. hely
- 2016 – 7. hely
- 2017 – 7. hely
- 2019 – 5. hely
- 2021 – 4. hely
- 2022 – 4. hely
- 2023 – 4. hely

### Európa-bajnokság
- 1989 – 5. hely
- 1991 – 5. hely
- 1993 – 5. hely
- 1995 –  Bronz
- 1996 – 5. hely

### Olimpiai játékok
- 1998 – nem jutott ki
- 2002 – nem jutott ki
- 2006 – 7. hely
- 2010 – 5. hely
- 2014 –  Bronz
- 2018 – 5. hely
- 2022 – 4. hely